# Язловецкий-Монастырский, Николай
Николай Язловецкий-Монастырский (укр. Миколай Язловецький-Монастирський; около 1484 — после 1559 года) — польский государственный и военный деятель, каштелян каменецкий (1543—1559).

## Биография
Представитель польского дворянского рода Язловецких герба «Абданк». Единственный сын Яна (Ивана) Монастырского и его жены Барбары из Олеско (вероятно, из Сененских или Олесницких, тогдашних владельцев города).
В источниках впервые упомянутый 20 марта 1513 года как опытный воин — воин королевской роты, отрекшийся от опеки над малолетними родственниками. Вероятно, тогда и позже служил в частях оборонявших восточные границы Польши. Участвовал в битве с татарами под Скалой, за что 4 января 1522 года вместе с несколькими другими участниками битвы был освобожден от налога в 8 гривен.
В 1542 году был королевским ротмистром на Подолье. 29 марта 1543 года был заседателем «Червоноградского ключа» — города и замка с надлежащими селами, к выкупу которых был уполномочен львовский стольник Александр Сенявский (есть две версии): 1) не воспользовался этим правом, поэтому Николай Монастырский остался заседателем; 2) выкупил их.
24 августа 1546 года в качестве каменецкого комиссара вместе с другими шляхтичами-чиновниками получил от короля Сигизмунда II Августа приказ передать Яну из Каменца Нишковцы, Панасовцы и другие поселения. Занимал должность каштеляна каменецкого с 1543 года (или до 5 марта 1544 года).
Изначально был владельцем города Мартынова и 5 сел, около 1544 года получил от воеводы белзского Николая Сенявского древние семейные имения, в том числе город и замок Язловец, город Новоселка и 17 сел (имущества перешли в свое время как приданое Сенявским). Поэтому начал подписываться Язловецкий-Монастырский. 14 марта 1544 года с согласия короля передал права собственности на замок в Червоногроде и принадлежащие села сыну — Ежи (Юрию) Язловецкому.
В 1559 году получил привилей на перевод села Барыша (в галицком старостве) возвышение в статус города и магдебургское право. Некоторое время брал налоги с червоногродского староства. 6 августа 1556 года был назначен одним из королевских комиссаров для разграничения королевщины Жидачев от частных сел. Последние сведения о нем происходят от 30 января 1559 года.

## Семья
Первый его брак был бездетным (имя и фамилия жены неизвестны). Второй раз женился на Еве Подфилипской, дочери каштеляна каменецкого Якуба Подфилипского. Дети:
- Ежи (Юрий) Язловецкий-Монастырский (1510—1575) — пятый великий коронный гетман в 1569—1575 годах
- Анна Язловецкая, жена Целька[5] , мать Николая Бжеского[6]
- Друзилла Язловецкая (ум. 1570), жена подкомория галицкого Якуба Потоцкого из Потока.